# Theatre of Tragedy (альбом)
Theatre of Tragedy — дебютный альбом группы Theatre of Tragedy, записанный на студии Unisound, Швеция, в декабре 1994 — январе 1995 года. В качестве звукорежиссёра выступил известный шведский музыкант и композитор Дан Сванё.

## Издания
Альбом был издан на лейбле Massacre Records в 1995 году в двух вариантах — обычное издание и шестипанельный диджипак.
В 1997 году в Японии альбом был выпущен лейблом Teichiku Records. В 1998 году Century Media Records выпустил альбом в США. В 2004 году альбом вышел в Аргентине на лейбле Icarus Music, дополненный тремя песнями с миньона 1997 года A Rose For The Dead, в расширенном 12-трековом издании.

## Список композиций
| №                   | Название                            | Длительность |
| ------------------- | ----------------------------------- | ------------ |
| 1.                  | «A Hamlet for a Slothful Vassal»    | 4:05         |
| 2.                  | «Cheerful Dirge»                    | 5:03         |
| 3.                  | «To These Words I Beheld No Tongue» | 5:06         |
| 4.                  | «Hollow-Heartéd, Heart-Departéd»    | 4:57         |
| 5.                  | «...a Distance There Is...»         | 8:51         |
| 6.                  | «Sweet Art Thou»                    | 3:58         |
| 7.                  | «Mïre»                              | 4:08         |
| 8.                  | «Dying - I Only Feel Apathy»        | 5:08         |
| 9.                  | «Monotonë»                          | 3:10         |
| Общая длительность: | Общая длительность:                 | 44:28        |

| - Лив Кристин Эспенес — вокал - Raymond I. Rohonyi — вокал - Tommy Lindal — гитара - Pål Bjåstad — гитара - Lorentz Aspen — пианино, синтезатор - Eirik T. Saltrø — бас-гитара - Hein Frode Hansen — ударные Гостевое участие: - Anders Mareby — виолончель в «Sweet Art Thou» | - Студия: Unisound (Швеция) - Звукоинженер: Дан Сванё - Сведение: Дан Сванё, Theatre of Tragedy - Мастеринг: Tom Müller, TTM Mastering (Берлин) - Дизайн: R. I. Rohonyi, H. F. Hansen - Обложка: Johannes Rau |